# Bolivias riksvapen
Stjärnorna i Bolivias riksvapen står för landets nio departement. Jordbruket och mineralrikedomarna symboliseras av en sädeskärve och av det silverrika berget Potosi vid Potosí. En traditionell symbol för frihet är den frygiska mössan och kondoren. Alpackan representerar faunan.